# Leichtathletik-Weltmeisterschaften 2015/400 m der Frauen

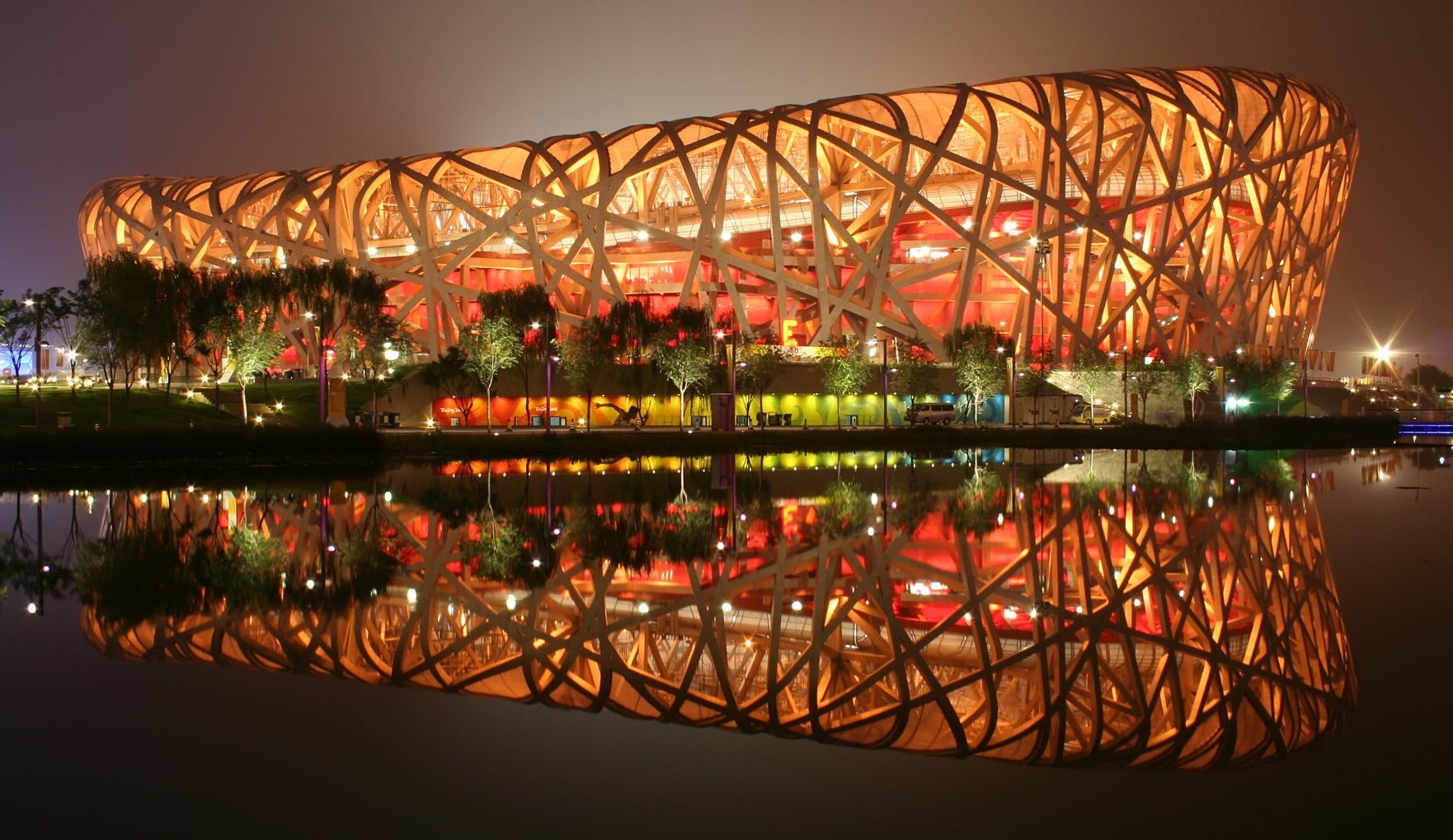
Das Nationalstadion Peking während der Weltmeisterschaften

Der 400-Meter-Lauf der Frauen bei den Leichtathletik-Weltmeisterschaften 2015 wurde am 24., 25. und 27. August 2015 im Nationalstadion der chinesischen Hauptstadt Peking ausgetragen.
Weltmeisterin wurde die US-Amerikanerin Allyson Felix, die ihre zuvor bereits hochkarätige Erfolgsbilanz noch weiter steigerte. Sie hatte vor allem auf der 200-Meter-Strecke Medaillen gesammelt. Dort war sie dreifache Weltmeisterin (2005/2007/2009), WM-Dritte von 2011, aktuelle Olympiasiegerin und zweifache Olympiazweite (2004/2008). Über 400 Meter war sie 2011 Vizeweltmeisterin geworden. Hinzu kamen noch zahlreiche Staffelmedaillen über 4 × 100 und 4 × 400 m. Mit der Sprintstaffel hatte es zweimal WM-Gold (2007/2011), über 4 × 400 m dreimal WM-Gold (2007/2009/2011) und 2008 Olympiagold gegeben. Hier in Peking errang Allyson Felix in den beiden Staffeln noch jeweils Silber.
Auf den zweiten Platz kam Shaunae Miller von den Bahamas.
Bronze ging an die Jamaikanerin Shericka Jackson, die am Schlusstag mit der 4-mal-400-Meter-Staffel ihres Landes Weltmeisterin wurde.

## Bestehende Rekorde
| Weltrekord               | Marita Koch           | 47,60 s | Canberra, Australien     | 6. Oktober 1985 |
| Weltmeisterschaftsrekord | Jarmila Kratochvílová | 47,99 s | WM in Helsinki, Finnland | 10. August 1983 |

Der bestehende WM-Rekord wurde bei diesen Weltmeisterschaften nicht eingestellt und nicht verbessert.
Im Finale erzielte die US-amerikanische Weltmeisterin Allyson Felix mit ihrer Siegeszeit von 49,26 s Weltjahresbestleistung.

## Doping
In diesem Wettbewerb gab es einen Dopingfall. Die Kenianerin Joy Sakari, die im Vorlauf einen neuen Landesrekord aufgestellt hatte, wurde nach einer positiven Dopingprobe durch die IAAF von den Weltmeisterschaften suspendiert. Sie trat zum Halbfinale nicht mehr an. Es konnte allerdings keine Athletin nachrücken.
Benachteiligt wurde eine Athletin, der ihr eigentlich zustehender Startplatz im Halbfinale vorenthalten wurde. Unter Zugrundelegung der erzielten Resultate war dies die Nigerianerin Regina George, die sich mit ihren 51,74 s über die Zeitregel für das Halbfinale qualifiziert hatte, dort jedoch nicht starten konnte.

## Vorläufe
Aus den sechs Vorläufen qualifizierten sich die jeweils drei Ersten jedes Laufes – hellblau unterlegt – und zusätzlich die sechs Zeitschnellsten – hellgrün unterlegt – für das Halbfinale.

### Lauf 1

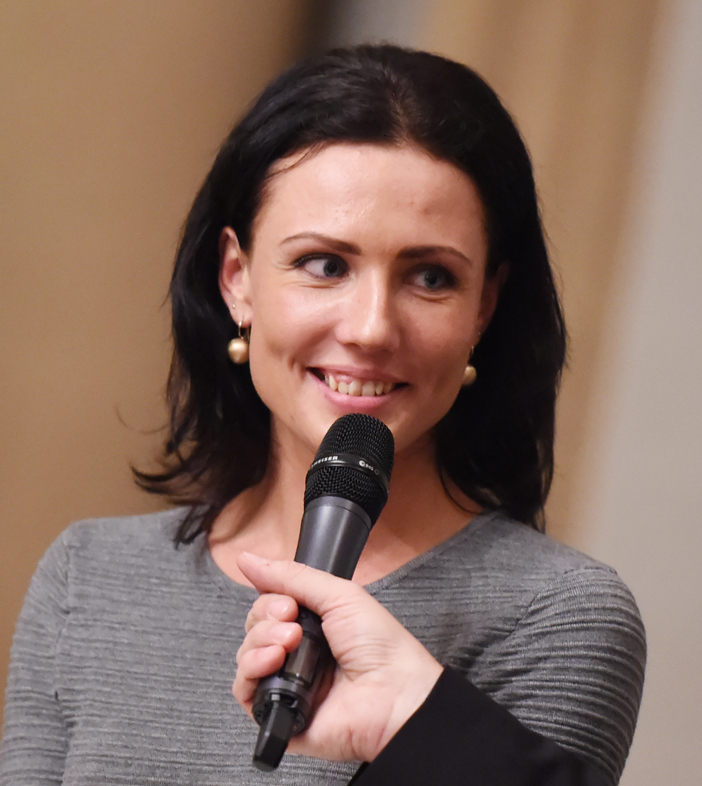
Iveta Putalová – ausgeschieden als Siebte in 52,52 s

24. August 2015, 10:45 Uhr (4:45 Uhr MESZ)
| Platz | Bahn | Name                   | Land                           | Zeit (s) |
| ----- | ---- | ---------------------- | ------------------------------ | -------- |
| 1     | 6    | Allyson Felix          | USA                            | 50,60    |
| 2     | 7    | Floria Gueï            | Frankreich                     | 50,89 PB |
| 3     | 3    | Natalija Pyhyda        | Ukraine                        | 51,07 SB |
| 4     | 9    | Patrycja Wyciszkiewicz | Polen                          | 51,31 PB |
| 5     | 4    | Anneliese Rubie        | Australien                     | 51,69 PB |
| 6     | 8    | Kineke Alexander       | St. Vincent und die Grenadinen | 52,24    |
| 7     | 5    | Iveta Putalová         | Slowakei                       | 52,52    |

### Lauf 2

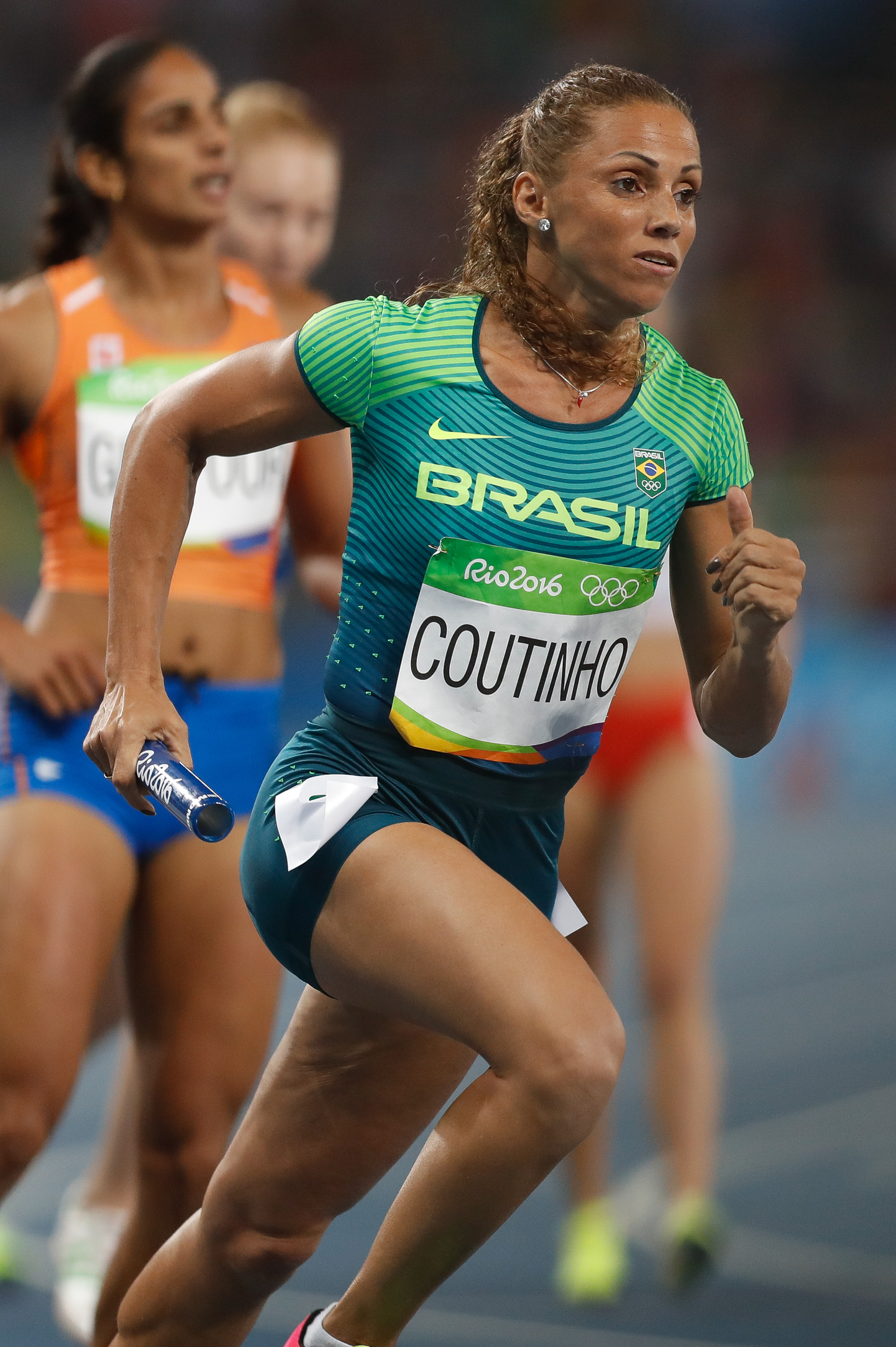
Geisa Coutinho – ausgeschieden als Fünfte in 52,72 s

24. August 2015, 10:52 Uhr (4:52 Uhr MESZ)
| Platz | Bahn | Name                     | Land           | Zeit (s) |
| ----- | ---- | ------------------------ | -------------- | -------- |
| 1     | 3    | Christine Ohuruogu       | Großbritannien | 51,01    |
| 2     | 6    | Marie Gayot              | Frankreich     | 51,24 PB |
| 3     | 7    | Natasha Hastings         | USA            | 51,25    |
| 4     | 8    | Maureen Jelagat Maiyo    | Kenia          | 51,40 PB |
| 5     | 5    | Geisa Aparecida Coutinho | Brasilien      | 52,72    |
| 6     | 4    | Amalja Scharojan         | Armenien       | 54,16    |
| 7     | 9    | Tosin Adeloye            | Nigeria        | 52,42    |

### Lauf 3
24. August 2015, 10:59 Uhr (4:59 Uhr MESZ)
| Platz | Bahn | Name                     | Land     | Zeit (s)                             |
| ----- | ---- | ------------------------ | -------- | ------------------------------------ |
| 1     | 4    | Christine Day            | Jamaika  | 50,58                                |
| 2     | 8    | Kabange Mupopo           | Sambia   | 51,55                                |
| 3     | 5    | Marija Michailjuk        | Russland | 52,16                                |
| 4     | 7    | Gunta Latiševa-Čudare    | Lettland | 52,17 PB                             |
| 5     | 6    | Maria Benedicta Chigbolu | Italien  | 52,48                                |
| 6     | 9    | Audrey Jean-Baptiste     | Kanada   | 53,18                                |
| DOP   | 3    | Joy Sakari               | Kenia    | 50,71 im Halbfinale nicht angetreten |

### Lauf 4

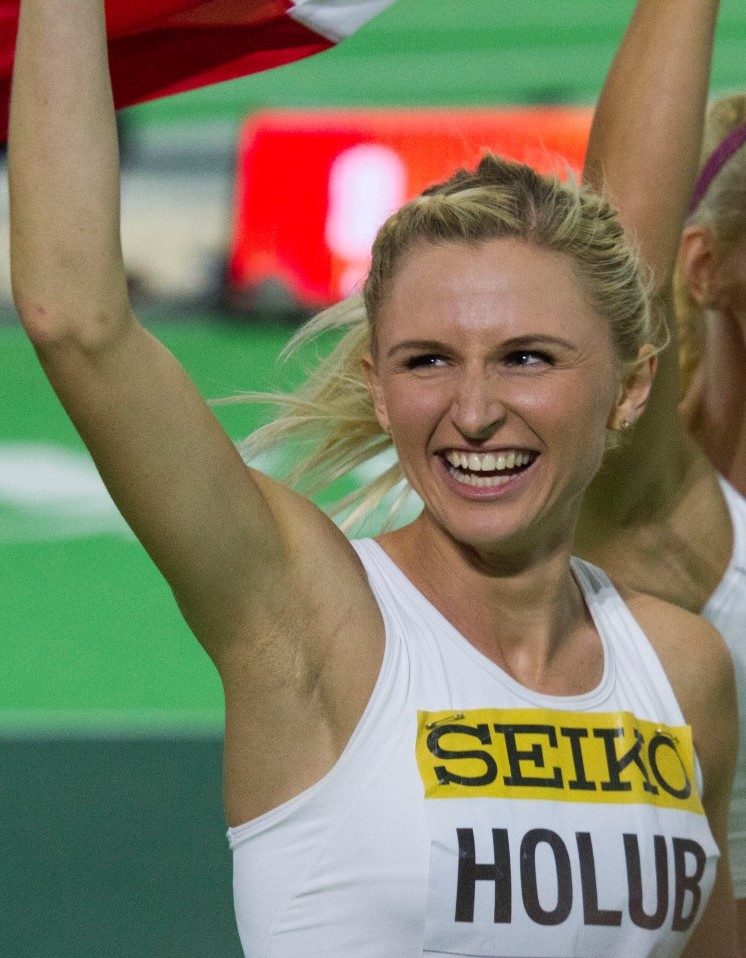
Małgorzata Hołub – ausgeschieden als Fünfte in 51,74 s
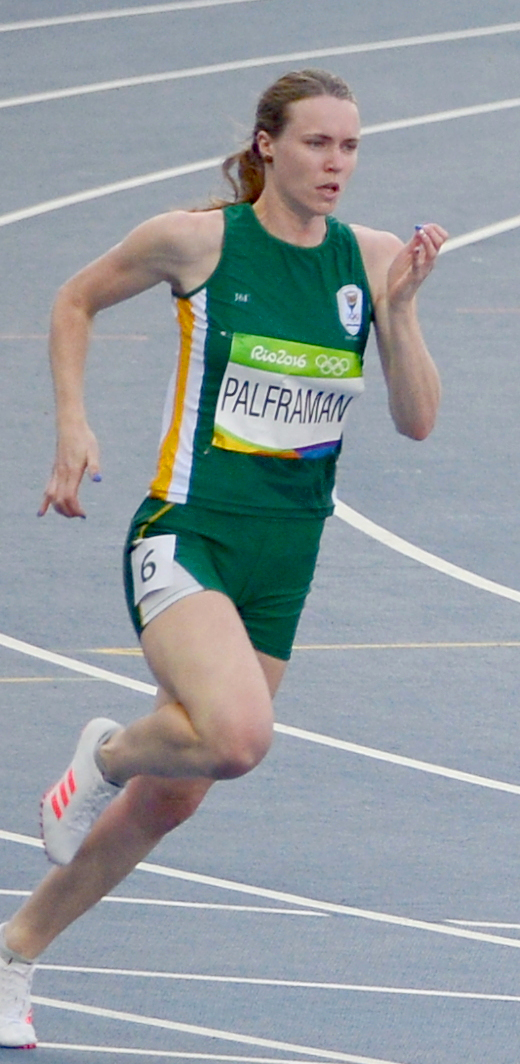
Justine Palframan – ausgeschieden als Sechste in 52,45 s

24. August 2015, 11:06 Uhr (5:06 Uhr MESZ)
| Platz | Bahn | Name                    | Land      | Zeit (s)                                     |
| ----- | ---- | ----------------------- | --------- | -------------------------------------------- |
| 1     | 5    | Stephenie Ann McPherson | Jamaika   | 50,34 SB                                     |
| 2     | 6    | Phyllis Francis         | USA       | 50,52 SB                                     |
| 3     | 3    | Nadeschda Kotljarowa    | Russland  | 51,42 PB                                     |
| 4     | 9    | Regina George           | Nigeria   | 51,74 eigentlich für das Finale qualifiziert |
| 5     | 4    | Małgorzata Hołub        | Polen     | 51,74 PB                                     |
| 6     | 8    | Justine Palframan       | Südafrika | 52,45                                        |
| 7     | 7    | Dil Maya Karki          | Nepal     | 60,99 SB                                     |

### Lauf 5
24. August 2015, 11:13 Uhr (5:13 Uhr MESZ)
| Platz | Bahn | Name                 | Land           | Zeit (s)                           |
| ----- | ---- | -------------------- | -------------- | ---------------------------------- |
| 1     | 9    | Bianca Răzor         | Rumänien       | 50,37 PB                           |
| 2     | 5    | Shericka Jackson     | Jamaika        | 50,41                              |
| 3     | 3    | Patience Okon George | Nigeria        | 50,87                              |
| 4     | 6    | Anyika Onuora        | Großbritannien | 51,14 PB                           |
| 5     | 4    | Carline Muir         | Kanada         | 51,70 SB                           |
| 6     | 7    | Lisneidy Veitía      | Kuba           | 52,25                              |
| DSQ   | 8    | Jacinter Shikanda    | Kenia          | IAAF Rule 163.3a – Bahnübertretung |

### Lauf 6

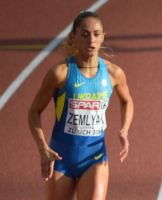
Olha Semljak – ausgeschieden als Fünfte in 52,00 s
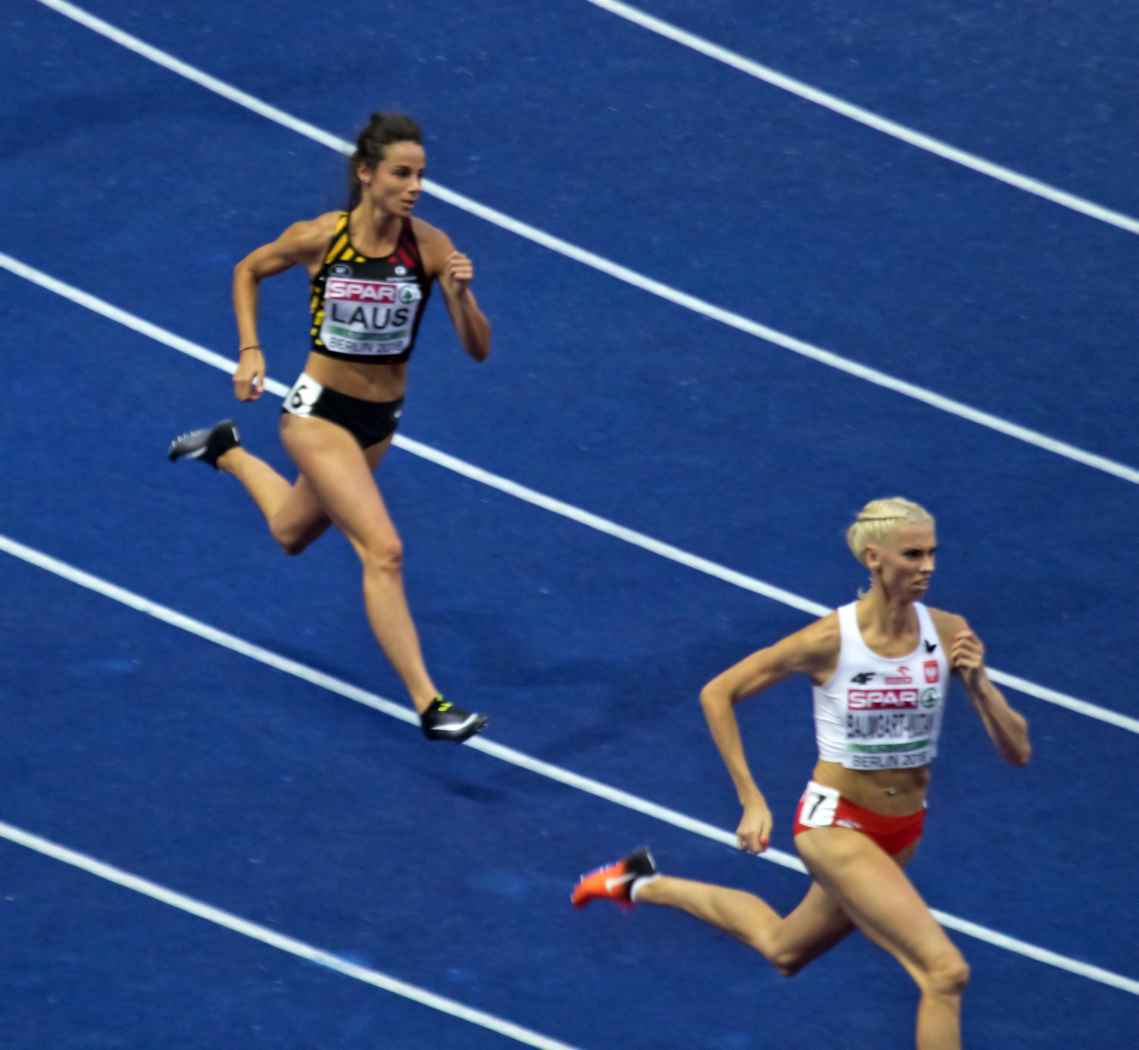
Iga Baumgart – ausgeschieden als Sechste in 52,02 s
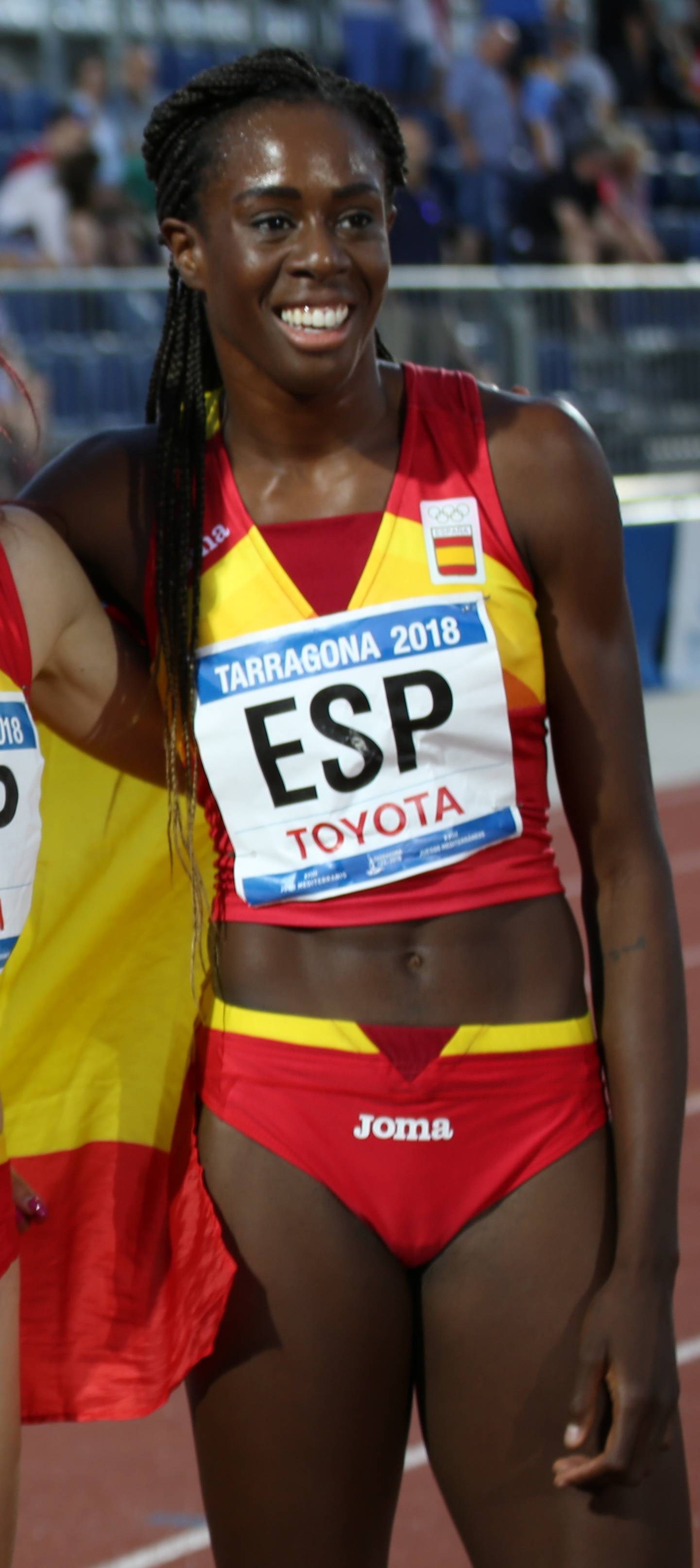
Aauri Bokesa – ausgeschieden als Siebte in 52,98 s

24. August 2015, 11:20 Uhr (5:20 Uhr MESZ)
| Platz | Bahn | Name                   | Land     | Zeit (s) |
| ----- | ---- | ---------------------- | -------- | -------- |
| 1     | 5    | Shaunae Miller         | Bahamas  | 50,53    |
| 2     | 3    | Novlene Williams-Mills | Jamaika  | 51,07 SB |
| 3     | 7    | Jekaterina Renschina   | Russland | 51,55    |
| 4     | 8    | Libania Grenot         | Italien  | 51,64    |
| 5     | 9    | Olha Semljak           | Ukraine  | 52,00    |
| 6     | 6    | Iga Baumgart           | Polen    | 52,02 PB |
| 7     | 4    | Aauri Bokesa           | Spanien  | 52,98    |

## Halbfinale
Aus den drei Halbfinalläufen qualifizierten sich die beiden Ersten jedes Laufes – hellblau unterlegt – und zusätzlich die beiden Zeitschnellsten – hellgrün unterlegt – für das Finale.

### Lauf 1

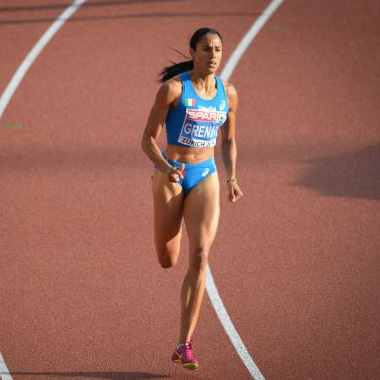
Libania Grenot, aktuelle Europameisterin – ausgeschieden als Dritte in 51,14 s
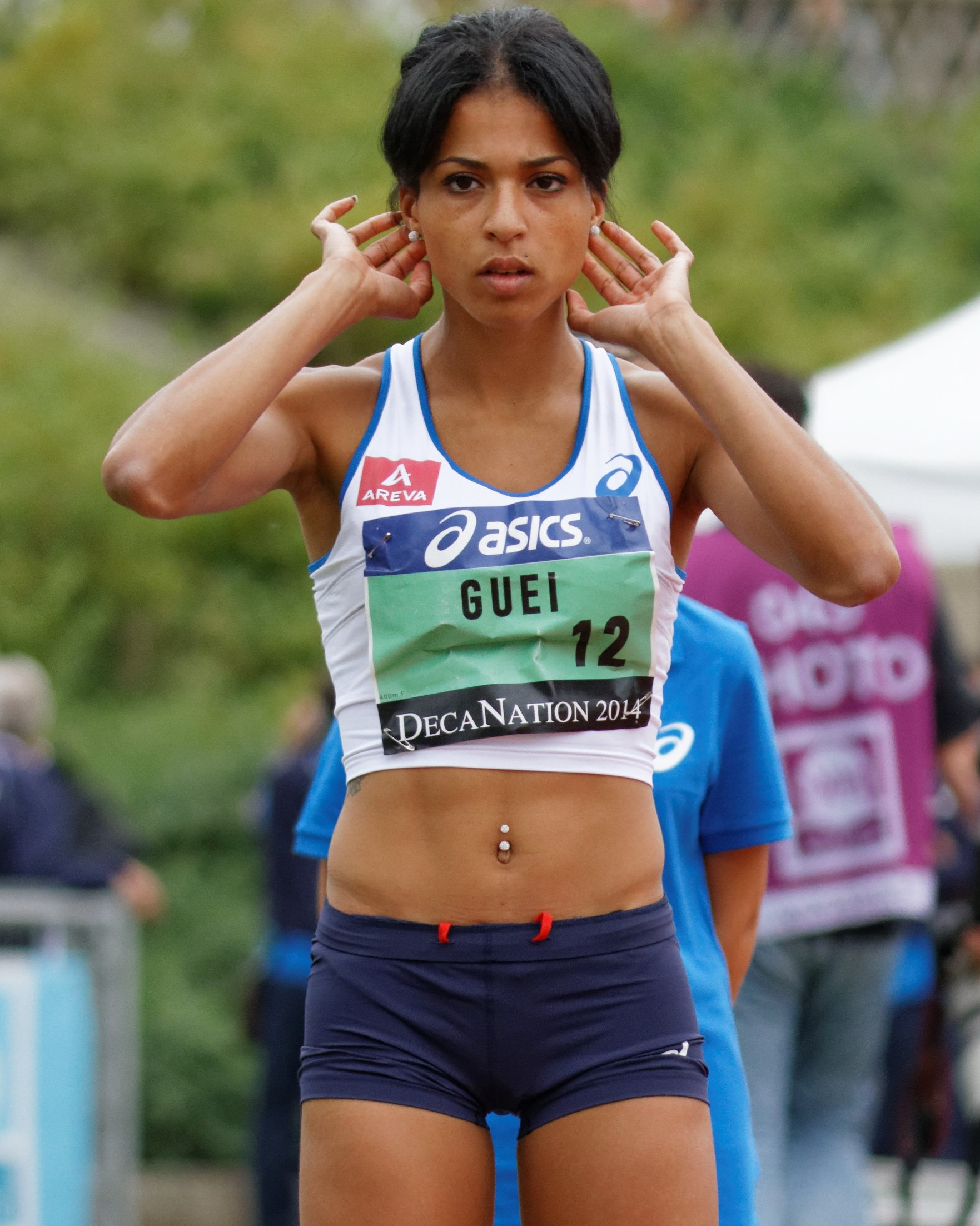
Floria Gueï – ausgeschieden als Vierte in 51,30 s
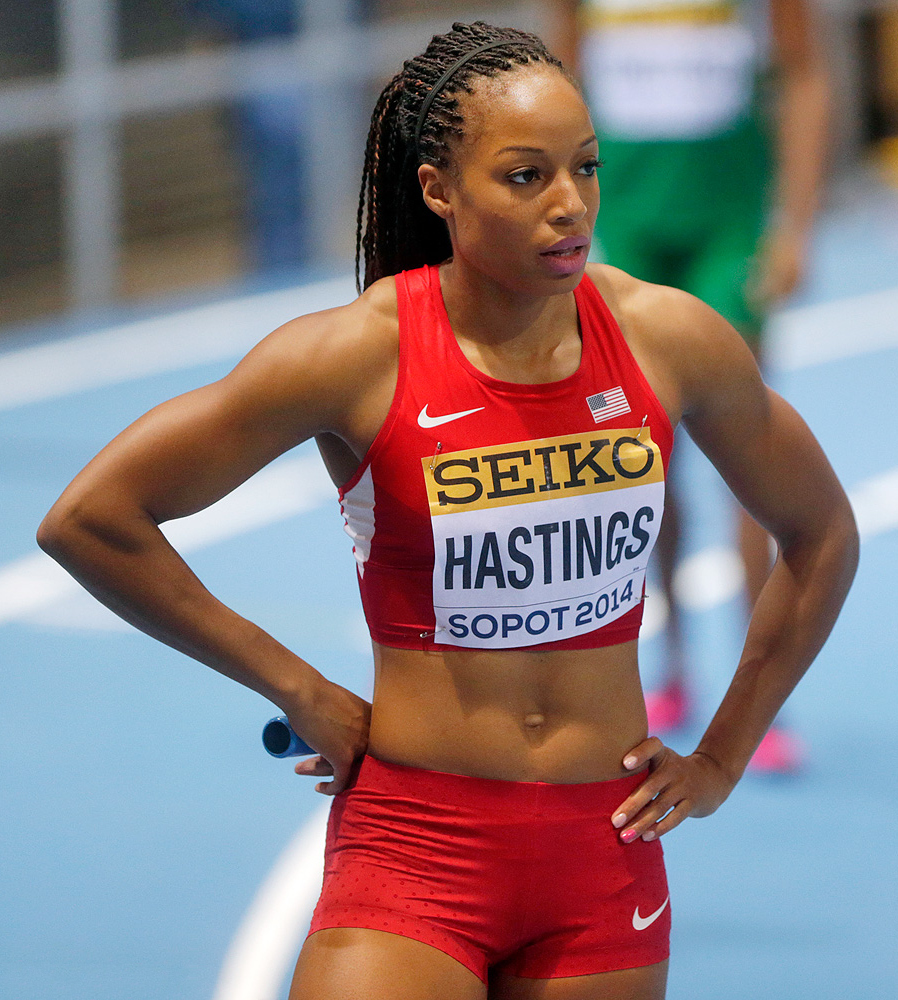
Natasha Hastings – ausgeschieden als Fünfte in 51,33 s

25. August 2015, 19:05 Uhr (13:05 Uhr MESZ)
| Platz | Bahn | Name                 | Land       | Zeit (s) |
| ----- | ---- | -------------------- | ---------- | -------- |
| 1     | 6    | Shaunae Miller       | Bahamas    | 50,12    |
| 2     | 5    | Christine Day        | Jamaika    | 50,82    |
| 3     | 3    | Libania Grenot       | Italien    | 51,14    |
| 4     | 4    | Floria Gueï          | Frankreich | 51,30    |
| 5     | 9    | Natasha Hastings     | USA        | 51,33    |
| 6     | 8    | Nadeschda Kotljarowa | Russland   | 51,86    |
| 7     | 2    | Anneliese Rubie      | Australien | 52,04    |
| DOP   | 3    | Joy Sakari           | Kenia      | DNS      |

### Lauf 2

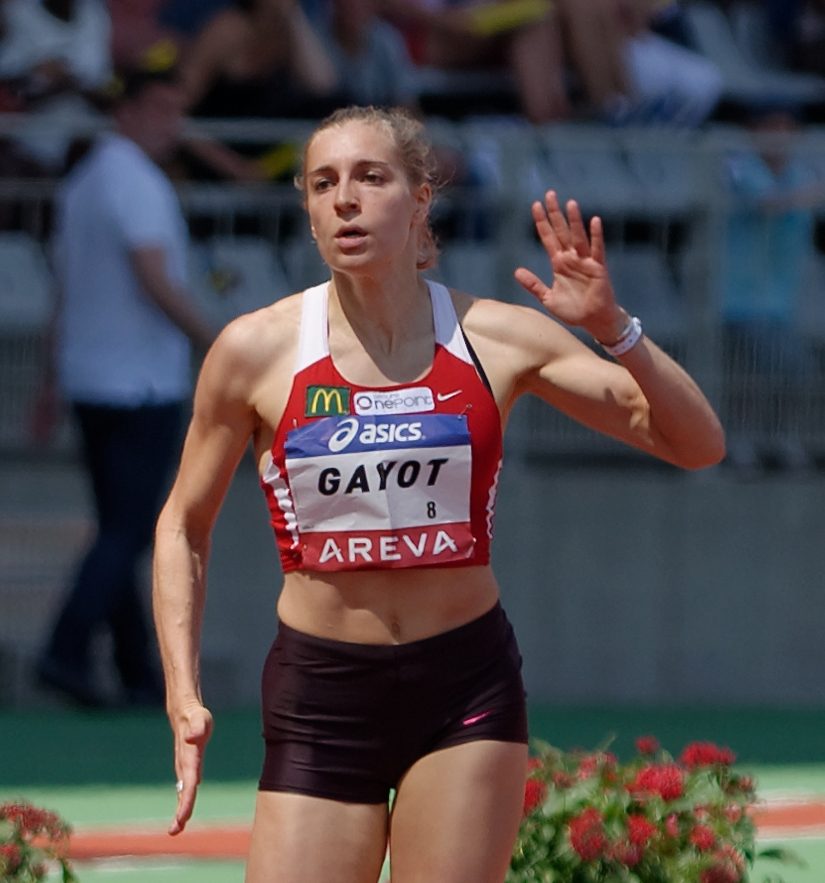
Marie Gayot – ausgeschieden als Fünfte in 50,97 s
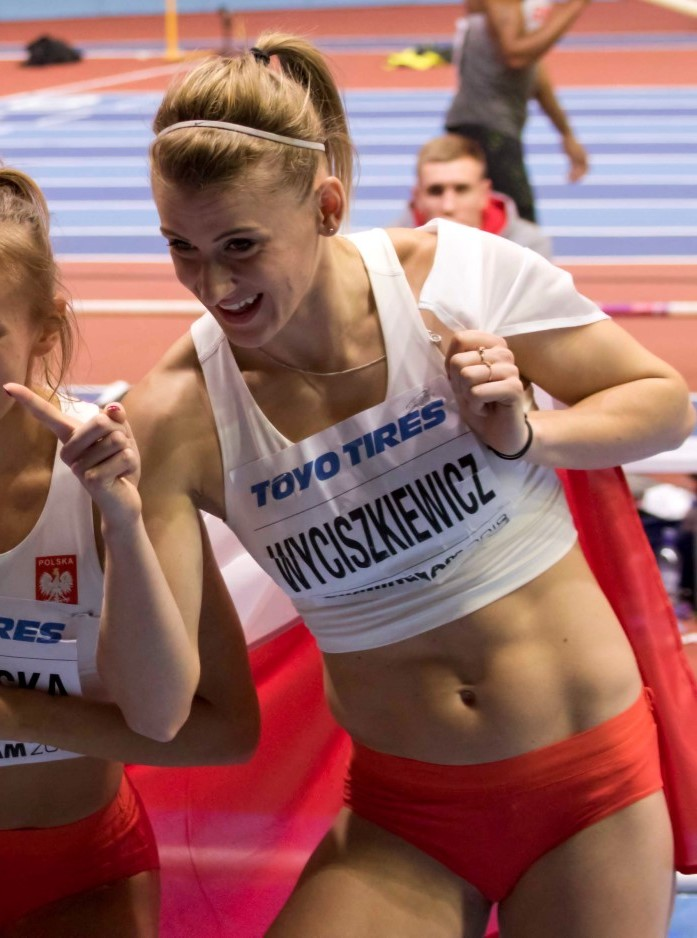
Patrycja Wyciszkiewicz – ausgeschieden als Siebte in 51,94 s

25. August 2015, 19:12 Uhr (13:12 Uhr MESZ)
| Platz | Bahn | Name                    | Land           | Zeit (s) |
| ----- | ---- | ----------------------- | -------------- | -------- |
| 1     | 7    | Christine Ohuruogu      | Großbritannien | 50,16 SB |
| 2     | 6    | Stephenie Ann McPherson | Jamaika        | 50,32 SB |
| 3     | 4    | Phyllis Francis         | USA            | 50,50 SB |
| 4     | 8    | Patience Okon George    | Nigeria        | 50,76 PB |
| 5     | 5    | Marie Gayot             | Frankreich     | 50,97 PB |
| 6     | 9    | Jekaterina Renschina    | Russland       | 51,49 PB |
| 7     | 2    | Patrycja Wyciszkiewicz  | Polen          | 51,94    |
| 8     | 3    | Carline Muir            | Kanada         | 52,31    |

### Lauf 3

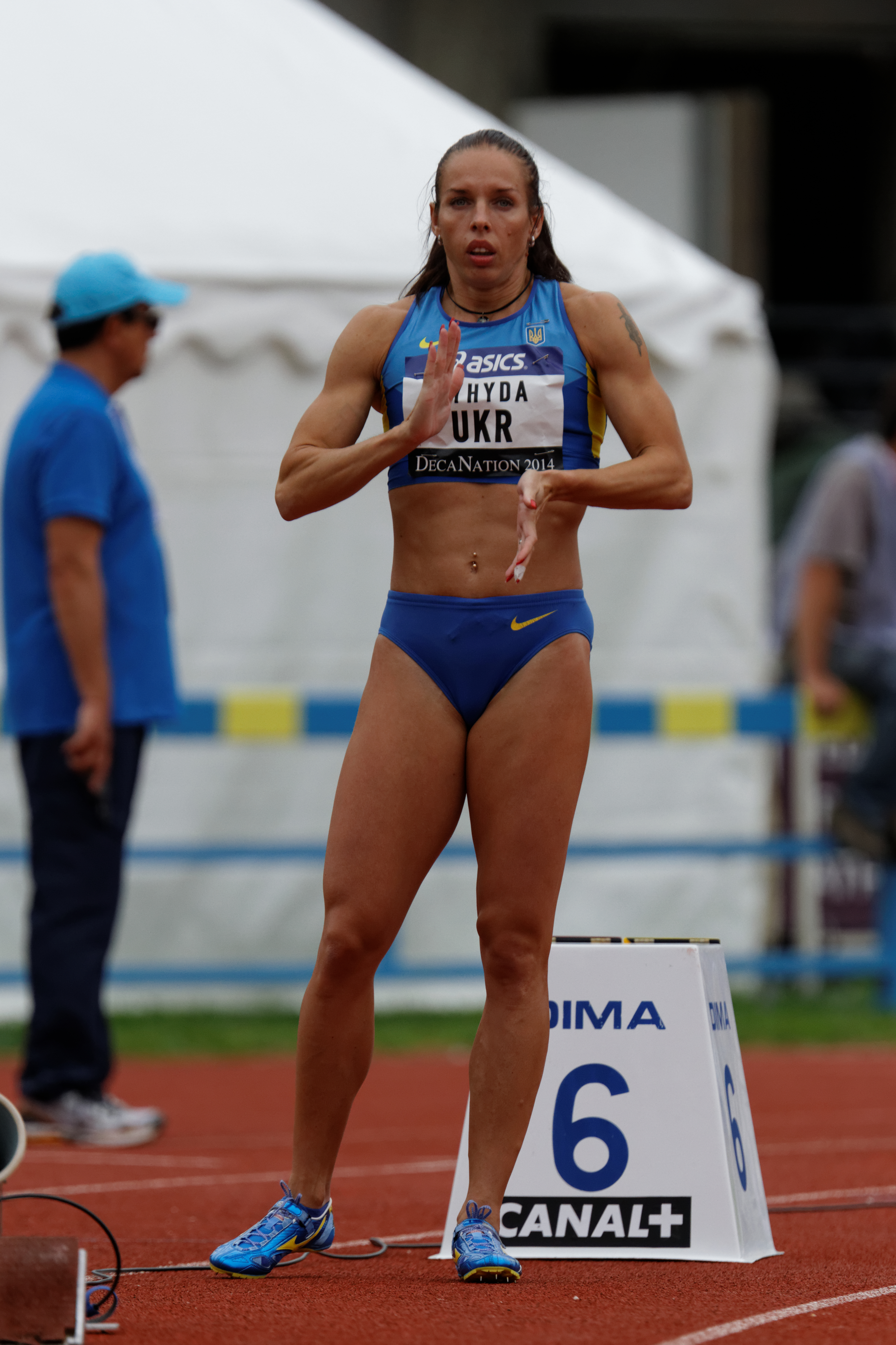
Natalija Pyhyda – ausgeschieden als Vierte in 50,62 s
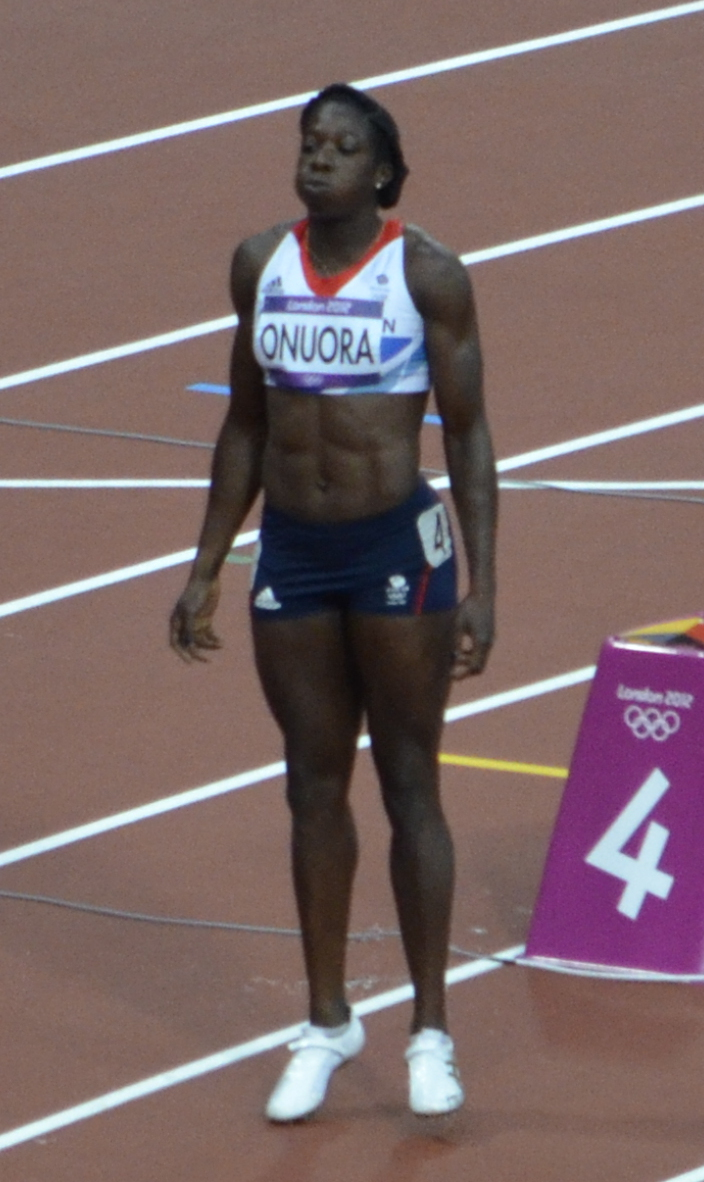
Anyika Onuora – ausgeschieden als Fünfte in 50,87 s
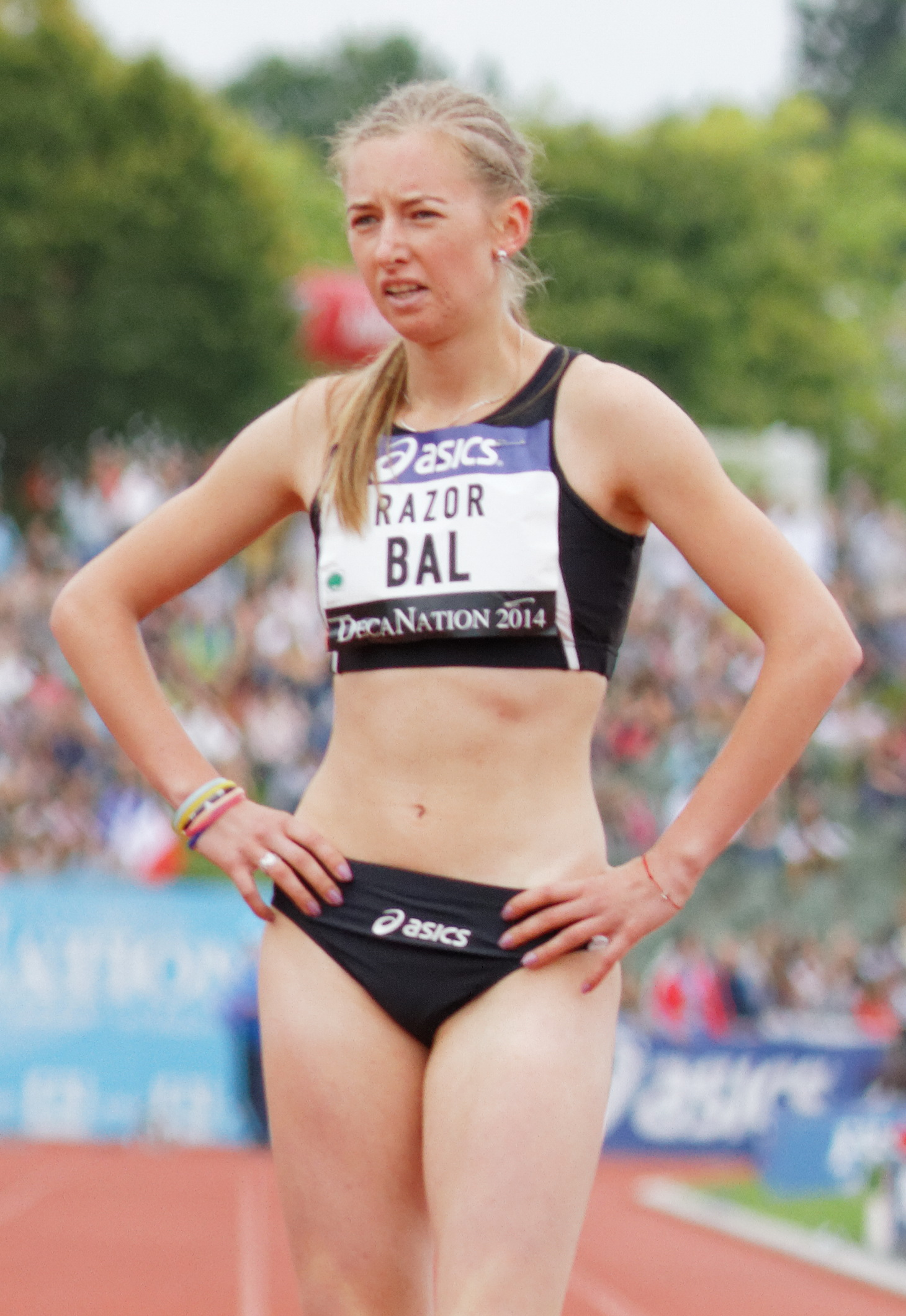
Bianca Răzor – ausgeschieden als Sechste in 51,05 s

25. August 2015, 19:19 Uhr (13:19 Uhr MESZ)
| Platz | Bahn | Name                   | Land           | Zeit (s) |
| ----- | ---- | ---------------------- | -------------- | -------- |
| 1     | 7    | Allyson Felix          | USA            | 49,89 SB |
| 2     | 5    | Shericka Jackson       | Jamaika        | 50,03 PB |
| 3     | 6    | Novlene Williams-Mills | Jamaika        | 50,47 SB |
| 4     | 9    | Natalija Pyhyda        | Ukraine        | 50,62 PB |
| 5     | 2    | Anyika Onuora          | Großbritannien | 50,87 PB |
| 6     | 4    | Bianca Răzor           | Rumänien       | 51,05    |
| 7     | 3    | Maureen Jelagat Maiyo  | Kenia          | 51,92    |
| 8     | 8    | Kabange Mupopo         | Sambia         | 51,93    |

## Finale
27. August 2015, 20:40 Uhr (14:40 Uhr MESZ)
Favoritin dieses Rennens war in erster Linie die US-Amerikanerin Allyson Felix, die sich hier neben den Staffeln als Einzeldisziplin ganz auf den 400-Meter-Lauf konzentrierte und nicht zusätzlich noch über 200 Meter an den Start ging. Zu ihren Rivalinnen zählten vor allem die britische Weltmeisterin von 2013, Olympiasiegerin von 2008 und Olympiazweite von 2012 Christine Ohuruogu, die Läuferinnen aus Jamaika, die hier gleich zu viert antreten konnten, mit der WM-Dritten von 2013 Stephenie Ann McPherson, der Olympiafünften von 2012 Novlene Williams-Mills, der zweitschnellsten Läuferin aus den Halbfinals hier in Peking Shericka Jackson und Christine Day. Außerdem war auch Shaunae Miller von den Bahamas als Drittschnellste in den Semifinals zu beachten.
Im Finale ging Titelverteidigerin Ohuruogu das Rennen schnell an und lag nach zweihundert Metern vorn. In der Zielkurve schob sich Favoritin Felix an die Spitze und ging als Führende auf die letzten einhundert Meter. Nur wenig zurück folgten ihr Jackson und Miller. Ohuruogu war auf Rang vier zurückgefallen. Auf der Zielgeraden hatte Allyson Felix genügend Reserven und brachte ihren Vorsprung von circa vier Zehntelsekunden ins Ziel. Shaunae Miller hatte gegenüber ihren weiteren Konkurrentinnen das beste Stehvermögen und wurde Vizeweltmeisterin. Dahinter folgten die vier Jamaikanerinnen mit Shericka Jackson auf Platz drei vor Christine Day, Stephenie Ann McPherson und Novlene Williams-Mills. Die US-Amerikanerin Phyllis Francis wurde Siebte vor Christine Ohuruogu, der am Schluss die Kräfte ausgingen. Alle drei Medaillengewinnerinnen unterboten die 50-Sekunden-Marke. Allyson Felix stellte mit 49,26 Sekunden eine neue Weltjahresbestleistung auf.
| Platz | Bahn | Athletin                | Land           | Zeit (s) |
| ----- | ---- | ----------------------- | -------------- | -------- |
|       | 6    | Allyson Felix           | USA            | 49,26 WL |
|       | 5    | Shaunae Miller          | Bahamas        | 49,67 PB |
|       | 4    | Shericka Jackson        | Jamaika        | 49,99 PB |
| 4     | 8    | Christine Day           | Jamaika        | 50,14 PB |
| 5     | 9    | Stephenie Ann McPherson | Jamaika        | 50,42    |
| 6     | 2    | Novlene Williams-Mills  | Jamaika        | 50,47 SB |
| 7     | 3    | Phyllis Francis         | USA            | 50,51    |
| 8     | 7    | Christine Ohuruogu      | Großbritannien | 50,63    |

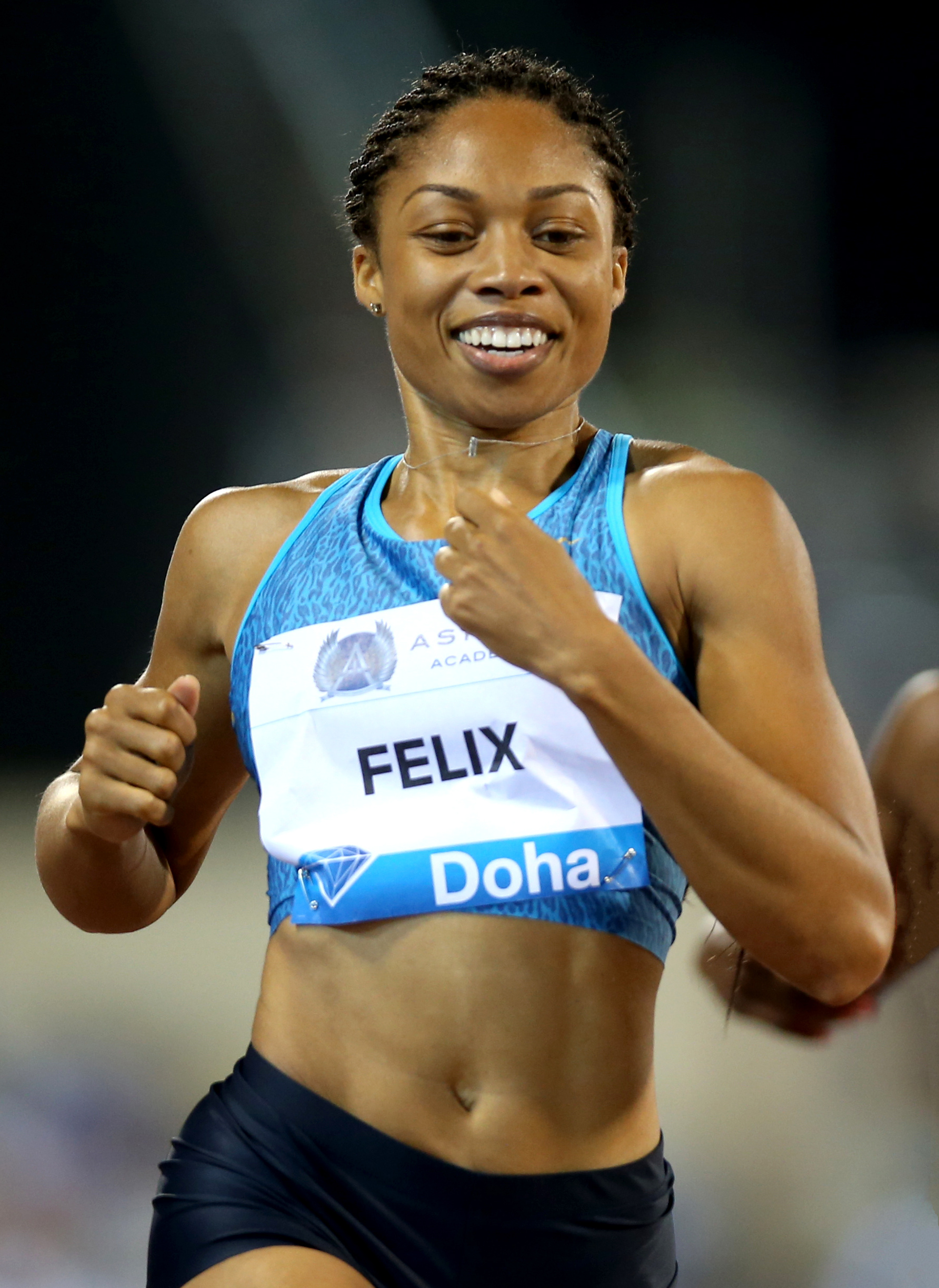
Weltmeisterin Allyson Felix
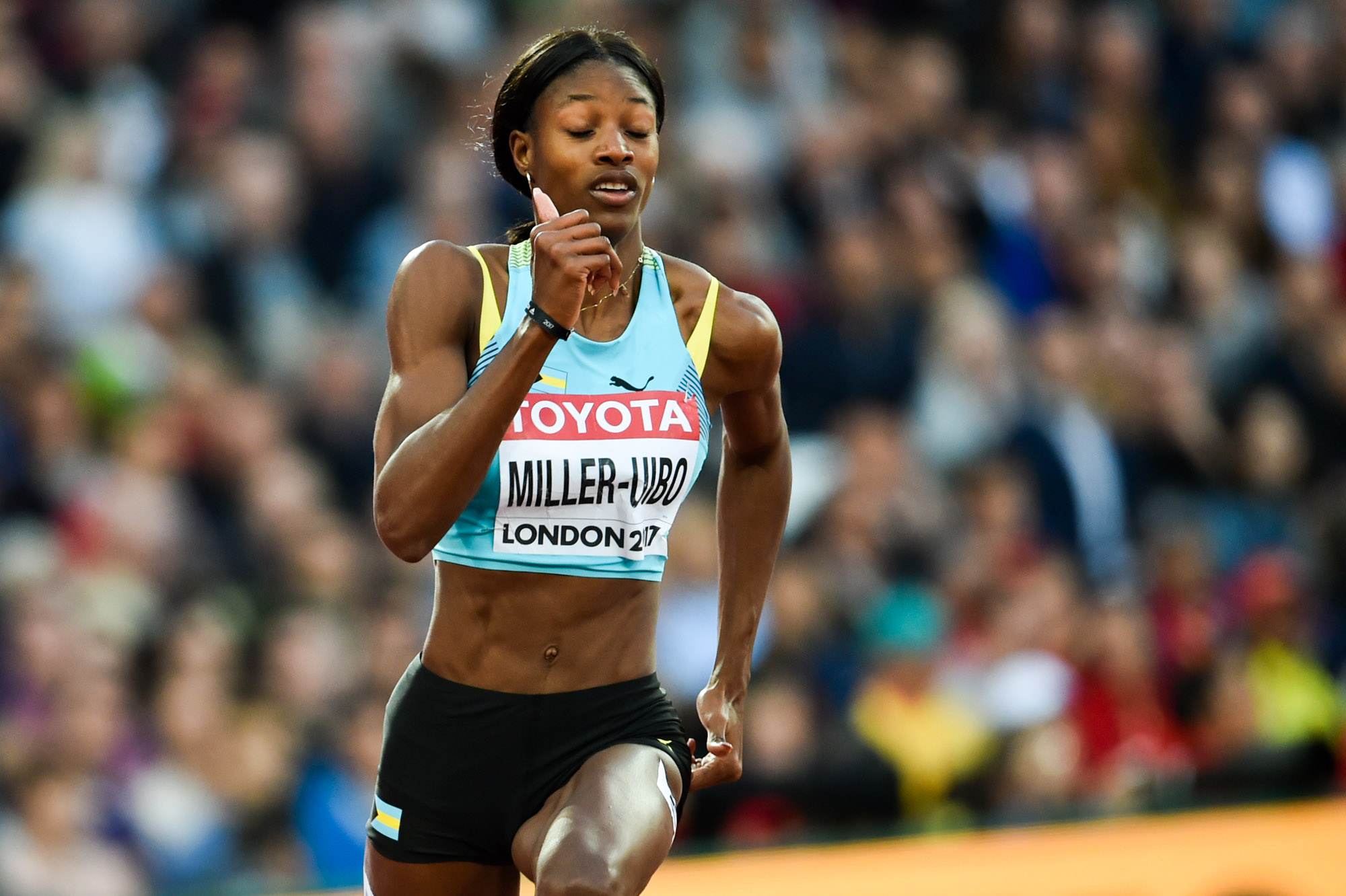
Vizeweltmeisterin Shaunae Miller
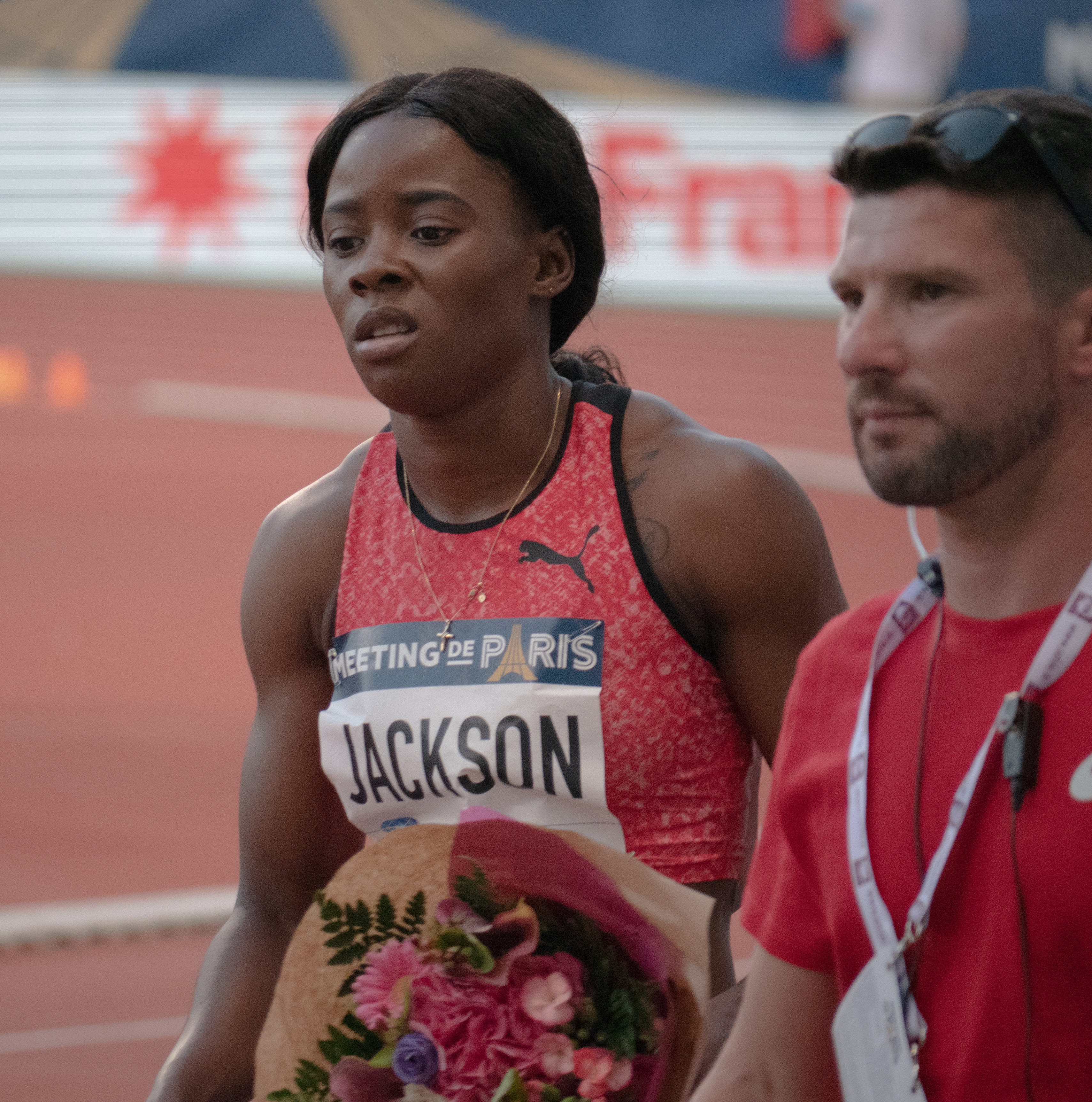
Bronzemedaillengewinnerin Shericka Jackson
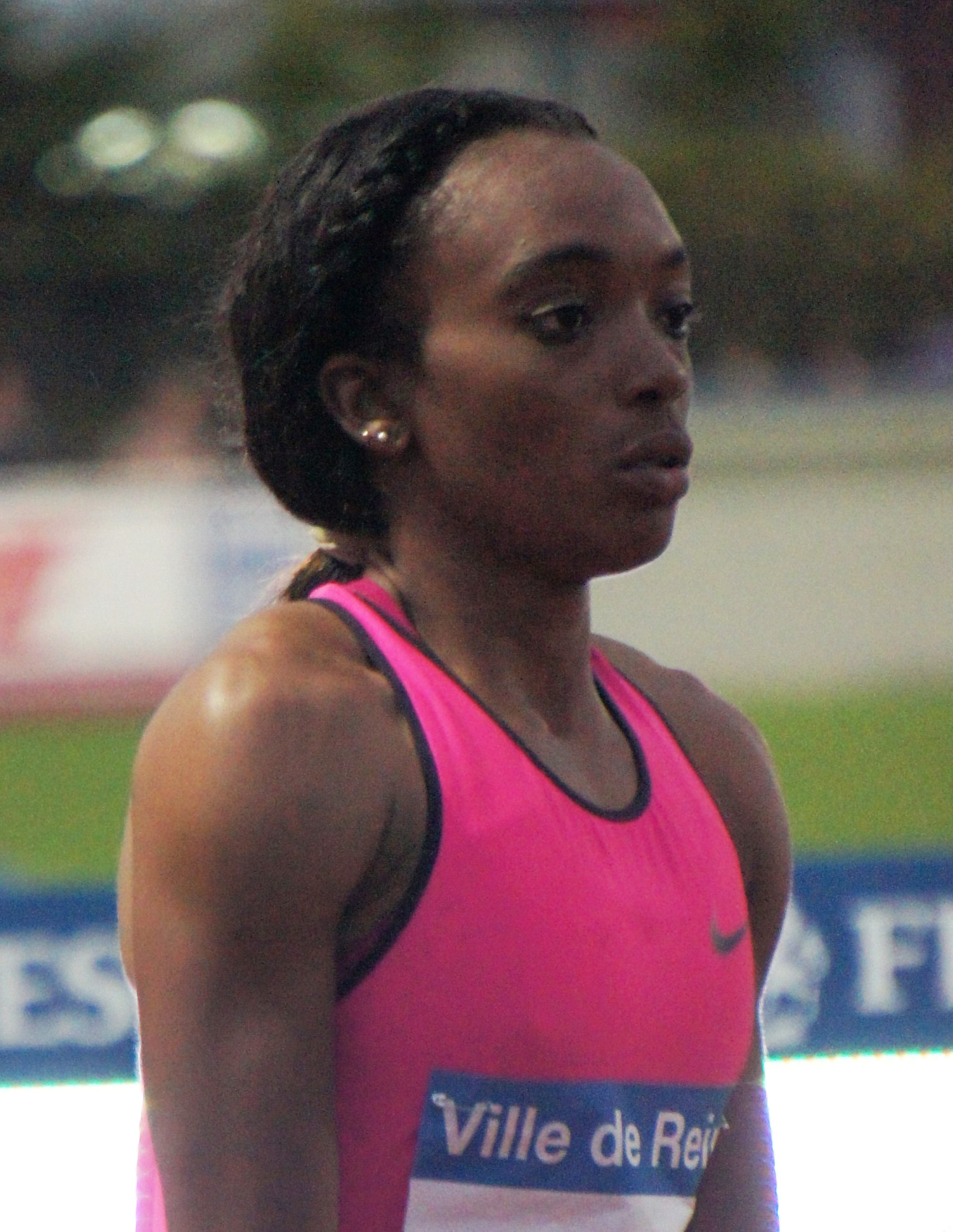
Christine Day wurde in diesem Finale Vierte
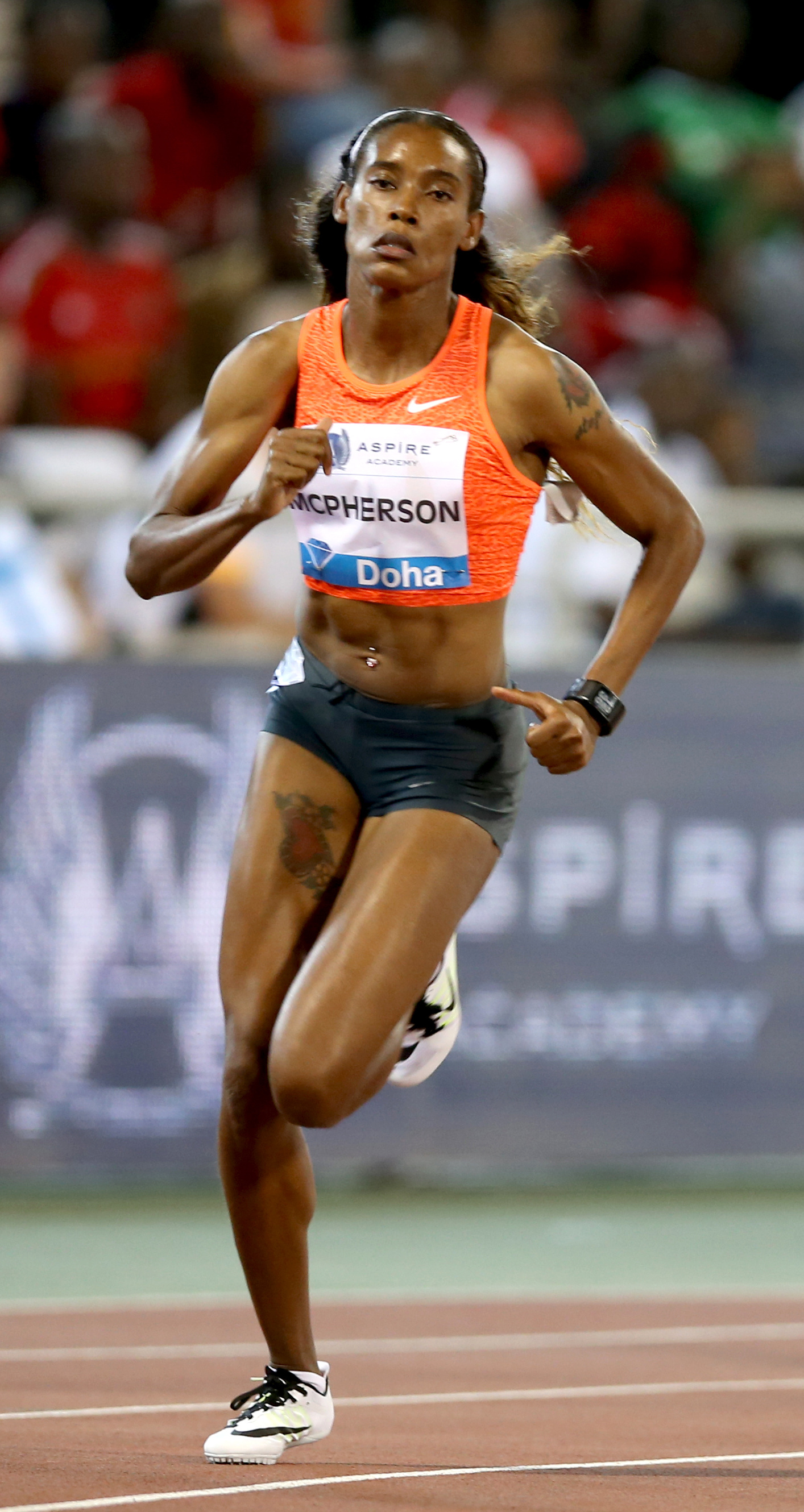
Stephenie Ann McPherson belegte Rang fünf
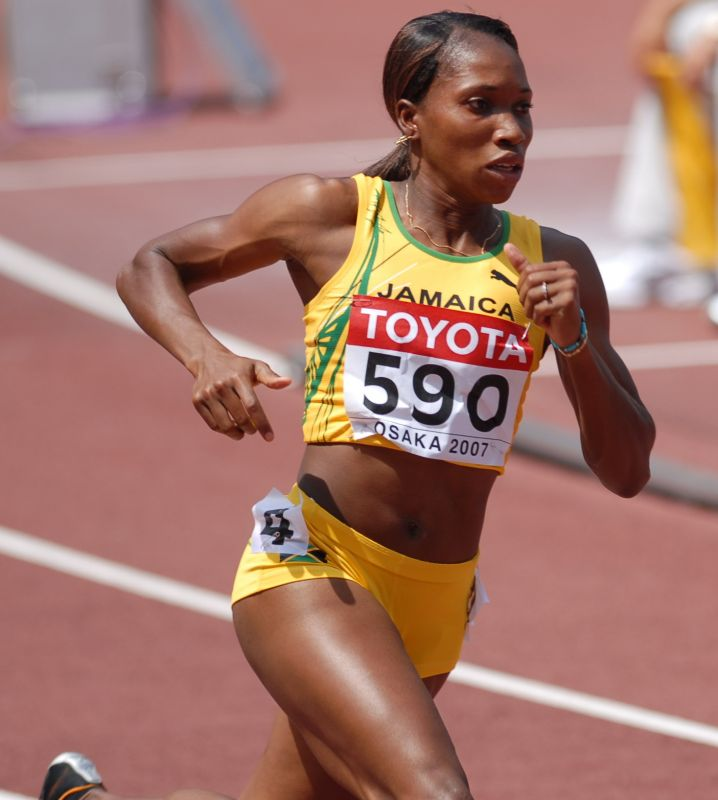
Novlene Williams-Mills, die vierte Jamaikanerin in diesem Finale, kam auf den sechsten Platz
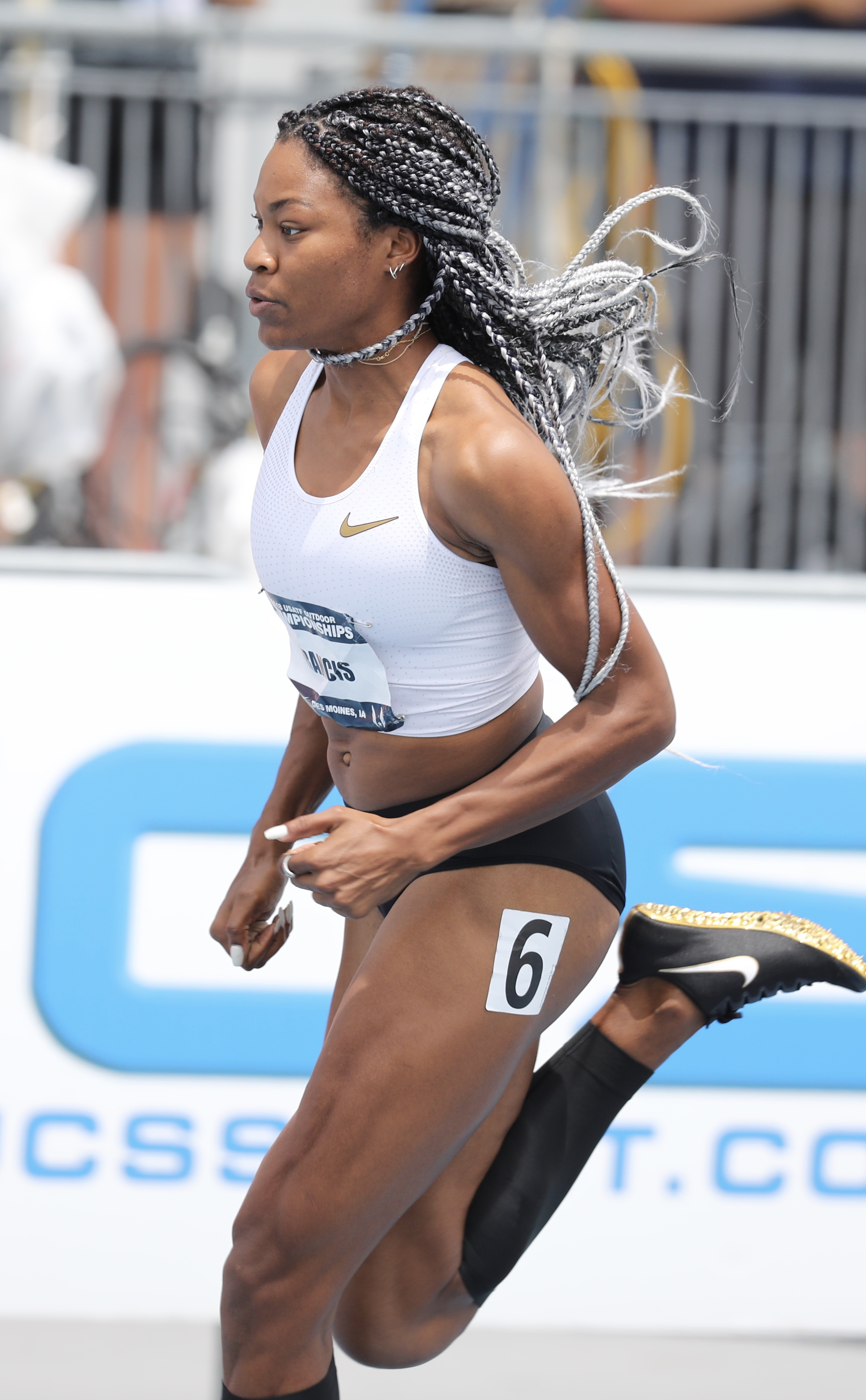
Phyllis Francis erreichte Rang sieben
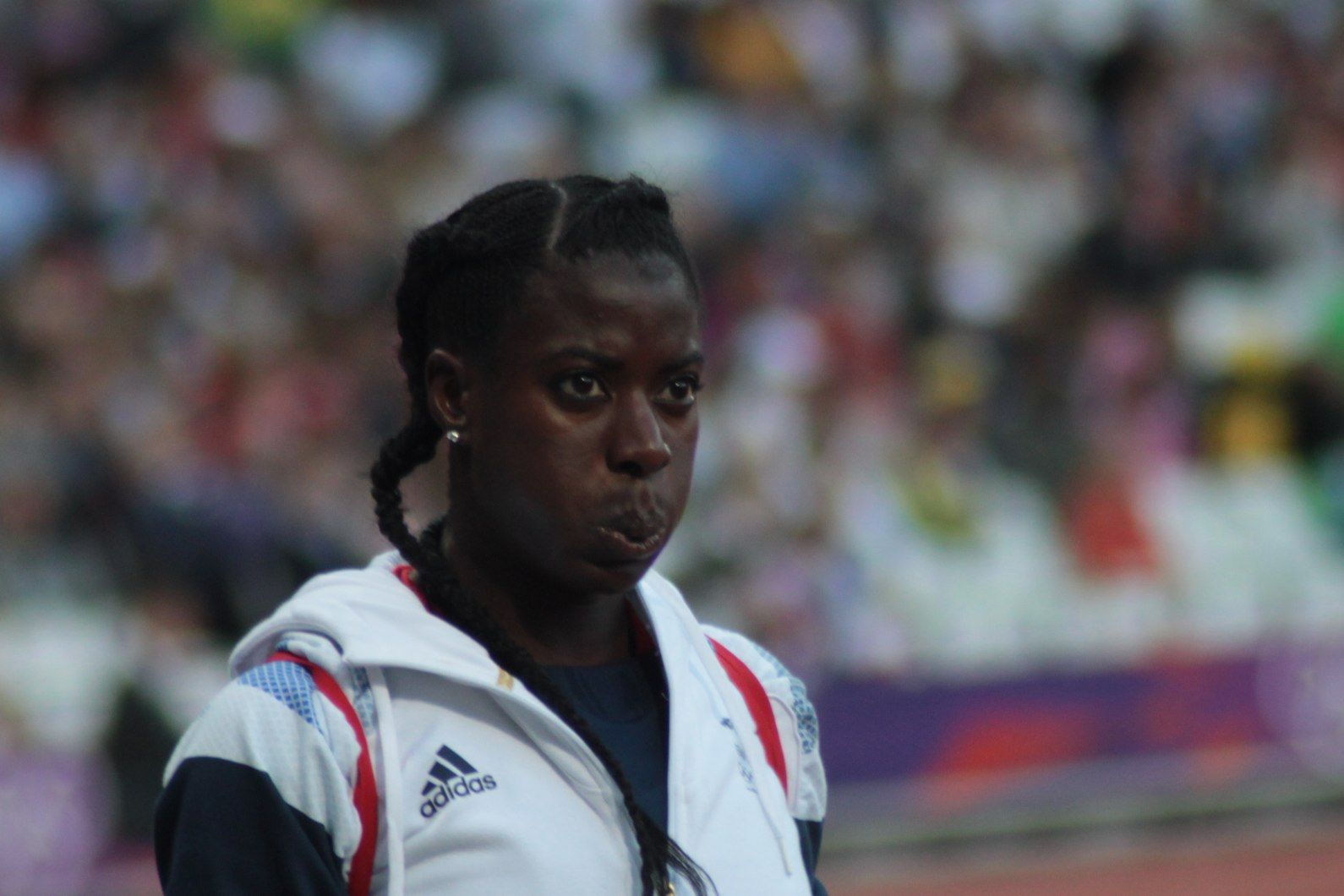
Titelverteidigerin Christine Ohuruogu musste sich diesmal mit Platz acht zufriedengeben

## Video
- Women 400 meters Final IAAF Beijing 2015, youtube.com, abgerufen am 17. Februar 2021